# Shufu no Tomo
Shufu No Tomo (主婦の友 Shufu no Tomo?,  Amiga de la ama de casa) fue una revista femenina japonesa que se publicaba de forma mensual. La revista sacó su primer ejemplar en marzo de 1917 y estuvo en circulación hasta 2008.

## Historia
Durante la Era Meiji se produjo en Japón una revolución en la prensa para mujeres. Es a partir de finales de la década de 1910 cuando se puede comenzar a hablar de una cultura de impresión de masas dirigida a las mujeres a imitación de Occidente, que se ve reflejada tanto en el volumen de publicaciones como en la conciencia general de las revistas femeninas en cuanto categoría de la cultura japonesa y la práctica de la publicación.
Comenzaron a aparecer multitud de publicaciones dedicadas exclusivamente a las mujeres, lo que provocó una reivindicación de la posición de la mujer en la sociedad japonesa. Desde temas como las tareas del hogar hasta la legalización de la prostitución, las nuevas revistas femeninas japonesas arrasaron y permitieron que una gran parte de la sociedad, como son las mujeres, se vieran por primera vez representadas y también escuchadas.
Una de las revistas que apareció en este panorama y fue de gran importancia es Shufu no Tomo, cuyo fundador fue Ishikawa Takemi. Su primera publicación fue en marzo de 1917 y desde ese momento estuvo en circulación prácticamente un siglo, hasta 2008. 
Entre 1933 y 1934 la revista Fujin Club se convirtió en una fuerte competidora de Shufu no Tomo, aunque no se comercializaba de forma tan explícita a las mujeres casadas. Su contenido tiende a ser más urbano y de moda, con un mayor número de artículos sobre la moda y el romance. De esta forma ambas revistas compitieron y lucharon por producir los temas más atractivos y los mejores adicionales a la revista para atraer así cada vez a más lectoras.

## Público y temática
El público al que se dirigía eran mujeres jóvenes casadas en sus primeros años matrimoniales, y al mismo tiempo su objetivo era el mercado de masas y las mujeres de clase media y media baja. En cuanto a la temática en sus publicaciones, abarcaba artículos sobre las tareas y administración del hogar, incluyendo el ahorro y el control de la natalidad.

## Circulación
A mediados de la década de 1920, la circulación de Shufu no Tomo ya superaba los 300.000 ejemplares. En 1927 alcanzaba los 200.000 mensuales, y tal fue el avance que en 1931 superó las 600.000 copias mensuales. Finalmente, en 1952 llegó a su máximo auge convirtiéndose en el tercer best-seller de ese año y en la tercera revista más popular del país.